# Боуэн, Джон
Джон Боуэн (год рождения неизвестен — 1704) — пират креольского происхождения, действовавший во время Золотого века пиратства. Плавал с другими своими знаменитыми современниками, в том числе Натаниэлем Нортом (который позже сменил его на посту капитана «Defiant») и Джорджем Бутом, командовавшим в то время кораблём «Speaker». За четыре года пиратства добыча Боуэна составила около 170 тыс. фунтов в наличных деньгах и различных ценностях. После этого Боуэн оставил пиратский промысел и некоторое время, до своей смерти в 1704 году, жил на острове Бурбон (современное название — Реюньон).

## Ранние годы
Боуэн родился на Бермудских островах, затем переехал в частную колонию Каролина и поступил в качестве мата на английское судно. Неизвестно, долго ли он служил в этом звании, но в конце концов на их корабль напали французские пираты, захватившие Боуэна пленником. Пираты пересекли Атлантический океан, направляясь на Мадагаскар, но сели на мель возле Елесы, к югу от острова. Тогда Боуэн вместе с группой других английских торговцев и моряков, которых также держали пленниками на борту пиратского судна, воспользовавшись баркасом, проплыл 15 лиг (45 миль) до Сент-Августина, порта на Мадагаскаре. Там он провёл ещё полтора года, а затем покинул Мадагаскар, присоединившись к пирату капитану Риду. Команда Рида избрала Боуэна штурманом (англ. sailing master).
После того, как Риду удалось захватить крупное индийское судно, Боуэн вернулся на Мадагаскар и поступил в команду Джорджа Бута. В апреле 1699 года пираты захватили пятидесятипушечный корабль «Speaker» водоизмещением в 450 тонн, бывший невольничий корабль. Боуэн плавал под командой Бута до 1700 года, когда того убили арабы. Бут погиб на Занзибаре, пытаясь договориться о поставке припасов на «Speaker».

## Пиратская карьера

### Капитан «Speaker»
Первое время Боуэну сопутствовала удача. Он напал на караван из 13 мавританских судов, и хотя части из них удалось скрыться в ночной темноте, Боуэн взял добычу стоимостью приблизительно в 100 тыс. фунтов. Затем Боуэн атаковал ещё несколько судов, в числе которых корабль Британской Ост-Индской компании под командованием капитана Конвея (в ноябре 1701, у берегов Малабара). Несмотря на это, местные порты не прекращали торговли с Боуэном. Захватив корабль Конвея, Боуэн открыто отбуксировал его в ближайший порт Калликут, где продал трём купцам.
В конце 1701 года «Speaker» погиб, налетев на риф Святого Фомы у побережья Маврикия. Боуэну и большей части команды удалось спастись, достигнув берега. Через три месяца на острове они приобрели шлюп и, переоснастив его в бригантину (а позже переименовав в «Content»), ушли в море. Достигнув Мадагаскара, они основали пиратскую базу в Маратане.

### Капитан «Speedy Return»
В начале 1702 года Боуэн с небольшим количеством пиратов захватил «Speedy Return», которым командовал капитан Драммонд, и старую бригантину, которую Драммонд планировал наполнить рабами с острова Святой Марии, чтобы затем продать их владельцам кокосовых плантаций в Африке. Бригантину пираты сожгли, посчитав бесполезной, а «Speedy Return» переоборудовали для действий против торговых судов. «Speedy Return» и «Content» вместе покинули Маратан, но в первую ночь плавания «Content» сел на мель. Не зная об этом, Боуэн продолжил путь к Маскаренским островам. Там он ожидал встретить «Rook Galley» — этот корабль видели бывшие члены команды Драммонда. Однако «Rook Galley» у Маскаренских островов не оказалось, и Боуэн направился к Маврикию. «Rook Galley» не было и там. Боуэн побоялся атаковать стоявшие в гавани суда, не зная сил противника. После этого Боуэн отплыл в бухту Августина. На короткое время он заглянул в Порт-Дофин, где встретил «Content». Осмотрев «Content», пираты решили не ремонтировать его, а сжечь. Команда с «Content» перешла на «Speedy Return».
В конце 1702 года Боуэн вновь встретил Томаса Говарда, который, покинув команду Боуэна после гибели «Speaker», захватил в порту Майотта тридцатишестипушечный корабль «Prosperous». К рождеству Боуэн и Говард решили объединить свои силы. К марту 1703 пираты закончили ремонт и кренгование «Speedy Return», а в августе Боуэн и Говард захватили у острова Анжуан (Коморские острова) корабль «Pembroke», принадлежавший Британской Ост-Индской компании. Позже пираты захватили два индийских судна, большее из которых они оставили себе, переименовав в «Defiant».

## Возвращение в Раджапуру, уход на покой и смерть
«Speedy Return» и «Prosperous» пираты посчитали слишком изношенными и сожгли их. Боуэн принял под свою команду «Defiant». Взяв добычи ещё на 70 тыс. фунтов, Боуэн вернулся в порт Раджапура, где добычу разделили между членами команды. Томас Говард остался в Раджапуре, а Боуэн отправился на Маскаренские острова, где он и ещё 40 членов команды сошли на берег, намереваясь оставить пиратство и вернуться на Мадагаскар. Через шесть месяцев Боуэн умер от неустановленной кишечной болезни и был похоронен на Реюньоне. После ухода Боуэна капитаном «Defiant» стал Натаниэль Норт.
Пиратские похождения Боуэна позже описал биограф Чарльз Джонсон — считается, что под этим псевдонимом скрывался Даниель Дефо — в книге «Всеобщая история грабежей и смертоубийств, учинённых самыми знаменитыми пиратами».